# Giuseppe Ponte di Pino
Giuseppe Ponte, conte di Pino Torinese e di Castelvecchio (Torino, 25 settembre 1777 – 1858) è stato un nobile italiano, sindaco di Torino nel 1844.

## Biografia
Nacque a Torino nel 1777 da Giovanni Giacomo Ponte, decurione di Torino, e Luigia Tarino Bormiolo, contessa di Pino Torinese e di Castelvecchio.
Fu incisore, allievo di Carlo Antonio Porporati, socio dell'Accademia di Agricoltura di Torino dal 1825, segretario perpetuo e direttore aggiunto dell'Accademia Albertina e cavaliere dell'ordine Mauriziano. Tra le sue incisioni si ricorda una "Statua del Mosè di Michelangelo" conservata alla  Civica Raccolta di Incisioni Serrone Villa Reale di Monza.
Entrò nel consiglio comunale di Torino nel 1832.
Fu sindaco di Torino nel 1844, con Cesare Romagnano di Virle.
Morì a Torino nel 1858.

## Opere principali
- Il filatoio domestico perfezionato, ovvero Miglioramenti al ritrovato meccanico dell'antis adattati ai filatoi in uso comunemente in Piemonte per la canapa e il lino, Torino, Tipografia di Giuseppe Pomba, 1828